# Багиянц, Алла Николаевна
Алла Николаевна Багиянц (в девичестве Серикова; род. 30 ноября 1938, Харьков, Украинская ССР) — советская спортсменка, чемпионка СССР (1969) и чемпионка мира (1968) по трековым велогонкам. Заслуженный мастер спорта СССР (1968).

## Биография
Алла Багиянц родилась 30 ноября 1938 года в Харькове. Начала заниматься велоспортом в возрасте 14 лет под руководством Александра Чёрного. В 1960 году вышла замуж за Альберта Багиянца и после этого продолжила тренироваться под его руководством. В первые годы своего увлечения велоспортом соревновалась на шоссе, но в дальнейшем её специализацией стали трековые велогонки.
Наивысших достижений в своей спортивной карьере Алла Багиянц добивалась в конце 1960-х годов.  В 1968 году после победы на отборочном турнире «Матч городов» была включена в состав сборной СССР на чемпионате мира в Риме. На этих соревнованиях в борьбе с другой советской велогонщицей Ириной Кириченко Алла Багиянц смогла завоевать звание чемпионки мира в спринте. В 1969 году становилась чемпионкой СССР в командной гонке на 3 км.
После рождения дочери в 1971 году Алла Багиянц уже не смогла снова выйти на столь высокий уровень результатов, но ещё около 10 лет продолжала выступления и окончательно завершила свою спортивную карьеру в начале 1980-х годов. В 1980 году она принимала участие в эстафете Олимпийского огня, предшествовавшей Олимпийским играм в Москве. С 1990 года работает в Харьковской государственной академии физической культуры. С 2008 года является стипендиатом Кабинета министров Украины.

## Семья
- Альберт Багиянц (1934—1994) —  тренер по велоспорту, заслуженный тренер СССР. Помимо Аллы Багиянц среди его учеников было ещё несколько известных советских велогонщиков в том числе олимпийский чемпион в командной гонке преследования (1980) Валерий Мовчан[3].